# Bosna (Kakanj, BiH)
Bosna je naseljeno mjesto u općini Kakanj, Federacija Bosne i Hercegovine, BiH.
Kroz selo teče rijeka Bosna.

## Stanovništvo

### 1991.
Nacionalni sastav stanovništva 1991. godine, bio je sljedeći:
ukupno: 63
- Srbi - 63

### 2013.
Na popisu stanovništva 2013. godine bilo je bez stanovnika.